# Wilhelm Haidinger
Wilhelm Haidinger (Bécs, 1795. február 5. – Dornbach, 1871. március 19.) osztrák mineralógus.

## Életútja
1811-ben tanulta az ásványtant Grazban Friedrich Mohs-tól, akit 1812-ben Freibergbe követett. 1822-től 1827-ig Európa nagy részét beutazta. Mohs halála után, 1840-ben a bécsi pénz- és bányaügyi udvari kamara ásványgyűjteményének rendezésével bízták meg. E gyűjteményt császári és királyi montanisztikai múzeumnak nevezték el. Haidinger itt előadásokat tartott, melyek nagy hatással voltak a bányászat fiatalságára. A montanisztikai múzeum gyűjteményének rendezése, Ausztria földtani felvétele és a k. k. Geologische Reichsanstalt alapítása (1849. november 15.), melyen az igazgatói hivatalt nyugalomba vonulásáig (1866. október 7.) viselte, ez időből származnak. A bécsi császári és királyi földrajzi társulat, a geológiai megfigyelések végett alakult Werner-egyesület, a magyarországi földtani társulat Pesten, a Societa geologica Milánóban, mindannyian részint az ő indítványának, részint közreműködésének köszönik megalakulásukat. 1859-ben lett valóságos udvari tanácsos.

## Nevezetesebb munkái
- Geognostische Übersichtskarte der österreich. Monarchie (1845)
- Geologische Übersicht der Bergbaue der österr. Monarchie (1855)